# Бристъл (Пенсилвания)
Вижте пояснителната страница за други значения на Бристъл.
Бристъл (на английски: Bristol) е град в окръг Бъкс, Пенсилвания, Съединени американски щати. Намира се на 30 km североизточно от центъра на Филаделфия, на десния бряг на река Делауер. Основан е през 1681 г., а населението му е 9631 души (по приблизителна оценка от 2017 г.).

## Личности
Родени
- Пол Андерсън (1926 – 2001 г.), писател